# ماريو غاسبار
ماريو غاسبار بيريز مارتينيز (بالإسبانية: Mario Gaspar Pérez Martínez)‏ ويسمى اختصاراً ماريو وهو لاعب كرة قدم إسباني في مركز الدفاع ولد في يوم 24 نوفمبر 1990 في بلدة نوفيلدا في إسبانيا، يلعب حالياً مع نادي فياريال ولعب مع منتخب إسبانيا تحت 21 عام.

## روابط خارجية
- ماريو غاسبار على موقع الاتحاد الأوربي (الإنجليزية)
- ماريو غاسبار على موقع قاعدة بيانات كرة القدم.إي يو (الإنجليزية)
- ماريو غاسبار على موقع ناشيونال فوتبول تيمز (الإنجليزية)
- ماريو غاسبار على موقع Soccerbase.com (لاعب) (الإنجليزية)
- ماريو غاسبار على موقع Soccerway.com (الإنجليزية)
- ماريو غاسبار على موقع عالم كرة القدم.نت (الإنجليزية)
- ماريو غاسبار على موقع AS.com (الإسبانية)